# Lethrinus ornatus
Lethrinus ornatus är en fiskart som beskrevs av Valenciennes, 1830. Lethrinus ornatus ingår i släktet Lethrinus och familjen Lethrinidae. Inga underarter finns listade i Catalogue of Life.